# Vitrapunkel
Vitrapunkel (Phyteuma spicatum) är en växtart i familjen klockväxter.